# Assyrismus
Der Ausdruck Assyrismus (auf Englisch „Assyrism“ oder „Assyrianism“) bezeichnet eine Variante des christlich-mesopotamischen Nationalismus, die im Gegensatz zum Panarabismus steht und die Ende des 19. Jahrhunderts ihren Anfang nahm. 

## Assyrischer Nationalismus
Der Assyrismus als Ideologie begreift sich als Ergebnis sozialer, geschichtlicher, religiöser und politischer Gedanken und Prinzipien auf Grundlage der syrischen Sprache, einem Zweig des Aramäischen, der nicht mit dem arabischen Dialekt in Syrien (Syrisch-Arabisch) zu verwechseln ist. 
Sowohl in Bezug auf die Konfessionalität, d. h. die Mitgliedschaft in unterschiedlichen Kirchen (siehe Syrische Christen und „Assyrer“), wie auch auf die Interessen der Regierungen der jungen Nationalstaaten des Nahostens stößt der Assyrismus auf Hindernisse.
Zum einen zerfällt die heutige Syrische Sprache in verschiedenen Dialekte. Zum anderen hat das Fehlen eines unabhängigen Staates sowie Flucht, Vertreibung und Verfolgung zur Folge, dass längst nicht alle Mitglieder der assyrischen Volksgruppe diese Sprache beherrschen. Hier wird, insbesondere in der westlichen Diaspora, versucht, durch Sprachkurse in der Ethnosprache gegenzusteuern.
In der Frage der Religion sind in erster Linie die beiden durch verschiedene Christologien getrennten Altorientalischen Kirchen zu unterscheiden, die Syrisch-Orthodoxe Kirche von Antiochien (im Westen auch als „Monophysiten“ und „Jakobiten“ bezeichnet) und die Assyrische Kirche des Ostens (im Westen auch als „Nestorianer“ bezeichnet). Daneben gibt es die verschiedenen mit Rom unierten Kirchen, wie die Kirche der Maroniten, die Syrisch-katholische Kirche und die Chaldäisch-Katholische Kirche.
Nach dem Publizisten und Menschenrechtsaktivisten Raif Toma ist der Assyrismus nicht nur ein Patriotismus im mesopotamischen Sinne, sondern zielt auf die Einheit aller Mesopotamier. Der Assyrismus im eigentlichen Sinne sei ein „Panmesopotamismus“, ein unabhängiger Idealismus und eine Sammlung mesopotamischen Gedankengutes. Er soll konfessionsübergreifend sein und stellt keine institutionalisierte Verbandspolitik dar, sondern ist in sich überparteiisch und Institutionstunabhängig, obgleich mit dem Ziel auch ein systematisches politisches Denken und ein fortgeschrittenes Nationaldenken zu erreichen. 
Der politische Assyrismus stellt eine Verbindung her zwischen dem Namen der syrischen Kirchen und der größeren Geschichte des als Einheit begriffenen Volkes dieser Kirchen. Dabei wird eine Trennung von Religion und Politik gefordert, aber der Verdacht des Anti-Klerikalismus zurückgewiesen.

## Organisationen
1968 bildete sich die Assyrische Universalallianz (Assyrian Universal Alliance – AUA), eine weltweite Organisation, die sich zum Ziel gesetzt hat, einen halbautonomen Staat in der alten Heimat der Assyrer zu erkämpfen. Im Zuge des 2. Golfkrieges verschlimmerte sich 1991 die Situation der Assyrer. Nach Angaben der AUA verließen mehr als 250.000 den Irak.
Im Jahre 1978 gründete sich im Libanon die Schuraya. Diese politische Organisation tritt für die Gründung eines eigenen assyrischen Staates Mesopotamien ein. 
Andere Organisationen:
ADM, ADO, ADP, APP, BNDP, Furkono und andere